# Juabeso-Bia
Dystrykt Juabeso-Bia (Juaboso-Bia) – dawny dystrykt w regionie Zachodnim Ghany. W roku 2004 w wyniku reformy administracyjnej będącej polityką decentralizacji kraju został podzielony na dwa dystrykty Bia i Juabeso.